# 天使 (漫威漫畫)
天使（英語：Angel），本名華倫·肯尼斯·沃辛頓三世，是一名在漫威漫畫中出現的虛構超級英雄，由作家史丹·李和藝術家傑克·科比所創作。曾被天啟改造成超級反派「天使長」。天使於《不可思議的X戰警》#1中首次登場。
2006年電影《X戰警：最後戰役》中由班·佛斯特飾演，2016年電影《X戰警：天啟》中由本·哈迪飾演。

## 人物
華倫·肯尼斯·沃辛頓三世（Warren Kenneth Worthington III）出生於美國紐約市一個富裕的家庭，背後長着一雙天使般的羽翼。在一場飛機事故中被天啟救走，卻因此失去了羽翼。天啟以給他一雙新的羽翼作條件，邀請他加入自己的天啟四騎士，並取了新的外號「天使長」，擁有比以往的羽翼更鋒利的金屬羽翼。後來，華倫發現原本的羽翼得以重新長出，而且羽毛還擁有再生自癒和治癒別人的能力，於是華倫決定加入X戰警並把外號改為“天使”。

## 其他媒體

### 電視
- 《漫威超級英雄（英语：The Marvel Super Heroes）》
- 《新蜘蛛俠》：由威廉·卡拉維（英语：William Callaway）配音。
- 《X戰警》：由史蒂芬·歐伊梅特（英语：Stephen Ouimette）配音。
- 《X戰警：進化》：由馬克·希爾德雷（英语：Mark Hildreth (actor)）配音。
- 《金鋼狼與X戰警（英语：Wolverine and the X-Men (TV series)）》：由利亞姆·奧布萊恩配音。
- 《漫威日本動畫》

### 電影
- X戰警電影系列
  - 《X戰警：最後戰役》（2006年）：由班·佛斯特飾演。
  - 《X戰警：天啟》（2016年）：由本·哈迪飾演，為天啟四騎士之一的「死亡」[2][3]。

### 遊戲
- 《X戰警2：金鋼狼的復仇（英语：X2: Wolverine's Revenge）》，電子遊戲。
- 《漫威英雄 Online》：玩家創角時可選擇天使為遊戲角色，或另付費購買。
- 《乐高漫威超级英雄》[4]：電子遊戲，由威爾·弗萊德配音。
- 《Marvel：終極聯盟（英语：Marvel: Ultimate Alliance）》，網絡遊戲。
- 《漫威超級英雄戰隊（英语：Marvel Super Hero Squad Online）》，電子遊戲。
- 《漫威：未來之戰》：手機遊戲，天使是玩家可使用角色之一。
- 《漫威超級戰爭》

## 外部連結
- Angel （页面存档备份，存于） 漫畫書數據庫
- Angel （页面存档备份，存于） 超級英雄數據庫
- Archangel （页面存档备份，存于） 超級英雄數據庫
- Marvel Comics Database: Angel （页面存档备份，存于）